# Маяковский. Коллекция фотографий (1896—1930)
«Маяко́вский. Колле́кция фотогра́фий (1896—1930)» — выставка фотоизображений Владимира Маяковского в Государственном музее В. В. Маяковского в 2011—2013 годах.

## История
Выставка «Маяковский. Коллекция фотографий (1896—1930)» открылась в Государственном музее В. В. Маяковского в декабре 2011 года и продлилась до 2013 года. Куратором выставки выступил заведующий отделом научной экспозиции Музея Маяковского Адольф Аксёнкин. Из более чем 370 фотопортретов Владимира Маяковского, которыми располагал музей, Аксёнкин отобрал для выставки 150 и разместил их хронологически.
Большое количество фотопортретов Маяковского было выставлено в одном пространстве впервые. Часть выставочных фотографий редко публиковалась, часть была представлена впервые. Эпиграфом к выставке Адольф Аксёнкин выбрал слова Марины Цветаевой: «Говоря о Маяковском, придется помнить не только о веке, нам непрестанно придется помнить на век вперед. И оборачиваться на Маяковского, а может быть, и нашим внукам, придется не назад, а вперед».
Временны́е рамки выставки — 1896—1930 годы — объяснялись тем, что первая известная специалистам фотография родившегося в 1893 году Маяковского была сделана в его трёхлетнем возрасте в 1896 году. Фотопортреты Маяковского делали фотографы-профессионалы и любители самого разного уровня. Особо среди них выделяются Николай Свищев-Паола, Виктор Булла, П. Шумов, Абрам Штеренберг, Александр Родченко, Н. Петров, Алексей Темерин и др. Фотоматериалы, связанные с Маяковским, создавались в затруднённых условиях, с громоздкой аппаратурой, на фотопластинки и плёнки низкой чувствительности. По замечанию Адольфа Аксёнкина, на коллективных фотографиях Владимир Маяковский никогда на садился в центр, а «где-то всегда сбоку», что Аксёнкин объяснял скромностью Маяковского в обыденной жизни.

Обложка каталога выставки

В выпущенный к выставке каталог вошли все имеющиеся на тот момент в фондах Музея Маяковского 370 фотоизображений Маяковского. 50 из них, из коллекции Леонида Волкова-Ланнита, пополнили фонды музея накануне выставки в 2011 году. Журналистка радиостанции «Эхо Москвы» Ксения Ларина назвала каталог выставки «потрясающим» и передала полученный ею от Адольфа Аксёнкина экземпляр Саше Денисовой — драматургу и сорежиссёру идущего в то время в Московском академическом театре имени Владимира Маяковского спектакля «Маяковский идёт за сахаром».

## Библиографическое описание каталога
- Маяковский: коллекция фотографий (1896—1930) / Департамент культуры города Москвы, Государственный музей В. В. Маяковского; составитель А. П. Аксёнкин. — М.: Радис РЛЛ, 2011. — 288 с. — ISBN 978-5-902087-07-6.